# Konrad Warzycha
Konrad Warzycha (Zabrze, 14 februari 1989) is een Pools-Amerikaans voetballer.

## Clubcarrière
In de derde ronde van de MLS SuperDraft 2011 werd Warzycha gekozen door Sporting Kansas City. Op 29 mei 2012 maakte hij zijn debuut tegen Orlando City in een U.S. Open Cup wedstrijd. Op 28 augustus 2012 werd Warzycha uitgeleend aan de Carolina RailHawks. Op 19 november 2012 werd Warzycha van zijn contract bij Sporting Kansas City ontbonden. Op 27 februari 2013 tekende hij bij Columbus Crew. Op 28 april maakte hij tegen DC United zijn debuut voor Columbus. Warzycha verliet de club aan het einde van het seizoen. 

## Trivia
Konrad Warzycha is de zoon van voormalig Pools international Robert Warzycha, die ook de voormalige trainer is van Columbus Crew.